# Шиліндія (комуна)
Шиліндія (рум. Șilindia) — комуна у повіті Арад в Румунії. До складу комуни входять такі села (дані про населення за 2002 рік):
- Єркошень (58 осіб)
- Камна (76 осіб)
- Лугузеу (129 осіб)
- Сату-Мік (225 осіб)
- Шиліндія (471 особа) — адміністративний центр комуни

Комуна розташована на відстані 388 км на північний захід від Бухареста, 49 км на північний схід від Арада, 137 км на захід від Клуж-Напоки, 83 км на північний схід від Тімішоари.

## Населення
За даними перепису населення 2002 року у комуні проживали 959 осіб.
Національний склад населення комуни:
| Національність | Кількість осіб | Відсоток |
| -------------- | -------------- | -------- |
| румуни         | 794            | 82,8%    |
| угорці         | 143            | 14,9%    |
| українці       | 15             | 1,6%     |
| німці          | 2              | 0,2%     |
| чехи           | 2              | 0,2%     |
| словаки        | 1              | 0,1%     |
| хорвати        | 1              | 0,1%     |

Рідною мовою назвали:
| Мова       | Кількість осіб | Відсоток |
| ---------- | -------------- | -------- |
| румунська  | 793            | 82,7%    |
| угорська   | 142            | 14,8%    |
| українська | 17             | 1,8%     |
| німецька   | 3              | 0,3%     |
| чеська     | 2              | 0,2%     |
| сербська   | 1              | 0,1%     |
| хорватська | 1              | 0,1%     |

Склад населення комуни за віросповіданням:
| Релігія        | Кількість осіб | Відсоток |
| -------------- | -------------- | -------- |
| православні    | 748            | 78,0%    |
| римо-католики  | 176            | 18,4%    |
| баптисти       | 15             | 1,6%     |
| п'ятдесятники  | 13             | 1,4%     |
| адвентисти     | 4              | 0,4%     |
| реформати      | 1              | 0,1%     |
| греко-католики | 1              | 0,1%     |